# ولسوالی جوند
جَوَند یکی از وُلُسوالی‌های ولایت بادغیس در شمال باختری افغانستان است. جوند از معدود ولسوالی‌های است که از لحاظ بازسازی نیز توجه کمتر بدان صورت گرفته چنانچه نه چندان کلینک ساخته شده و نه از ساخت‌وساز مکتب و مدرسه بر حسب ضرورت خبری است.

## نام
جَوَند در واقع گوین یا گویانی است که ساحهٔ بزرگی از خراسان دورهٔ اسلامی بوده‌است. جوین (جوند) بر دو ناحیه معروف در غرب افغانستان اطلاق می‌شده یکی در ساحهٔ خراسان یا توابق بادغیس کهن و دیگر در مربوطات سیستان؛ این ناحیه در زین الاخبار گردیزی چند جا به شکل گویان آمده که بعضاً بدون «ی» و به صورت (گوان) هم ثبت شده‌است.

## جغرافیا
جوین یا جوند در قدیمی‌ترین منابع جغرافیایی عربی از شهرهای نیشاپور گفته شده‌است و مرکز آن را آزادوار دانسته‌اند. اما مرکز این ناحیه در دوره‌های مختلف به ساحات دیگر انتقال کرده و به مناطق دیگر ارتباط گرفته‌است، چنانچه در سدهٔ هشتم هجری (۴۱ میلادی) به فریومذ مرتبط گردیده‌است.
جوند در واقع بزرگ‌ترین ولسوالی بادغیس است که در جنوب شرق این ولایت قرار گرفته‌است که مساحت ۷۷۷۵ کیلومترمربع می‌باشد.
زیبایی‌های طبیعی این ولسوالی هنوز به‌طور دست نخورده موجود است که چشم هر بیننده را به خود جلب نموده و آب و هوای گوارای آن جای مناسبی برای گشت و گذار و بازدید است.

## مردم
جمعیت آن در سال ۲۰۲۰ (میلادی)، ۸۹٬۱۴۸ نفر اعلام شده‌است.